# Antoni Aguiló Valls
Antoni Aguiló Valls (ur. w 1885; zm. w 1976) – duchowny rzymskokatolicki, Sługa Boży Kościoła katolickiego, znany jako Toni Toniet.

## Życiorys
Antoni Aguiló Valls urodził się w chłopskiej rodzinie. Był piątym dzieckiem z siedmiorga w rodzinie. Wstąpił do seminarium duchownego w Palma de Mallorca, gdzie studiował w latach 1901-1911. W dniu 17 września 1911 roku otrzymał święcenia kapłańskie. Odznaczał się pobożnością do Matki Bożej Niepokalanie Poczętej. Kompetentny i oddany wychowawca i nauczyciel. Napisał kilka artykułów na temat religii. Zmarł w opinii świętości 10 lipca 1976 w parafii San Antonio Abad w Pobla. 2 kwietnia 2008 biskup diecezji Majorki Jesús Murgui Soriano wydał dekret otwierający proces beatyfikacyjny. W dniu 15 czerwca 2008 rozpoczęła się pierwsza uroczysta sesja procesu beatyfikacyjnego.